# Bougainvillesolfjäderstjärt
För andra betydelser, se Bougainville (olika betydelser).
Bougainvillesolfjäderstjärt (Rhipidura drownei) är en fågel i familjen solfjäderstjärtar inom ordningen tättingar.

## Utbredning och systematik
Fågeln förekommer i  bergsskogar i Salomonöarna på ön Bougainville. Tidigare inkluderades guadalcanalsolfjäderstjärten (Rhipidura drownei) i arten, då med det svenska namnet brun solfjäderstjärt, men denna urskiljs sedan 2016 som egen art av  Birdlife International och naturvårdsunionen IUCN, sedan 2023 även av eBird/Clements och IOC.

## Status
IUCN kategoriserar arten som livskraftig.